# Stephanie Rice
Stephanie Louise Rice OAM (* 17. Juni 1988 in Brisbane, Queensland) ist eine ehemalige australische Schwimmerin.

## Werdegang
Rice trainiert unter Michael Bohl beim St Peters Western Swimming Club. Bei den Commonwealth Games 2006 gewann sie überraschend sowohl die 200 m Lagen, wo sie im Finale ihre eigene Bestmarke um 1,19 Sekunden unterbot, als auch Gold über die 400 m der gleichen Disziplin. Bei den Schwimmweltmeisterschaften 2007 in Melbourne gewann sie Bronze über 200 und 400 m Lagen. In beiden Rennen steigerte sie ihre persönliche Bestmarke enorm und stellte neue australische Rekorde auf.
Bei den australischen Qualifikationswettkämpfen für die Olympischen Spiele 2008 in Peking brach sie zunächst den von Katie Hoff gehaltenen Weltrekord über 400 m Lagen um 1,43 Sekunden und setzte die neue Bestmarke auf 4:31,46 min. Anschließend verbesserte sie auch den Weltrekord der Chinesen Wu Yanyan über 200 m Lagen um fast eine Sekunde auf 2:08,92 min. Bei den Olympischen Spielen 2008 in Peking gewann sie die Goldmedaillen über 200 und über 400 m Lagen, jeweils vor Kirsty Coventry. Mit der 4 × 200-m-Freistilstaffel sicherte sie sich ihre dritte olympische Goldmedaille. In allen drei Disziplinen erreichte sie eine neue Weltrekordzeit. Vier Jahre später belegte sie bei den Olympischen Spielen 2012 in London den vierten Platz über 200 Meter Lagen und einen geteilten sechsten Platz über 400 Meter Lagen.
Für ihre Verdienste um den Sport als Goldmedaillengewinner bei den Olympischen Spielen 2008 in Peking wurde sie 2009 mit der Medaille des Order of Australia ausgezeichnet. 2019 wurde sie in die International Swimming Hall of Fame und die Sport Australia Hall of Fame aufgenommen.

### Privates
Rice war bis Juli 2008 mit dem australischen Schwimmer und Weltrekordhalter Eamon Sullivan zwei Jahre lang liiert. Im Januar 2025 heiratete sie in Perth den Pastor Mark Lassey.

## Rekorde
| Weltrekorde (1)         | Weltrekorde (1) | Weltrekorde (1) | Weltrekorde (1) |
| ----------------------- | --------------- | --------------- | --------------- |
| 400 m Lagen             | 4:29,45 min     | 10. August 2008 | Peking          |
| (Stand: 7. August 2010) |                 |                 |                 |